# Пероза Сотана (Кунео)
Пероза Сотана је насеље у Италији у округу Кунео, региону Пијемонт.
Према процени из 2011. у насељу је живело 20 становника. Насеље се налази на надморској висини од 857 м.